# Université européenne de Chypre
L'université européenne de Chypre est un établissement universitaire privé à but lucratif basé à Nicosie. Elle fut fondée en 1961, sous le nom de Collège de Chypre, elle n’obtint le droit de s’appeler Université qu'en 2007.
Elle offre des cursus de licences et master en économie et gestion, en informatique ainsi qu’en sciences sociales. Elle a environ 4 000 étudiants.

## Sections sportives

### Handball
Le club de handball de l'Université figure parmi les meilleurs clubs chypriotes. Il a ainsi remporté à sept reprises le Championnat de Chypre (2005, 2008, 2012, 2013, 2015, 2016 et 2017) et cinq fois la Coupe de Chypre (2008, 2010, 2013, 2015 et 2017).
Il a ainsi participé de nombreuses fois à des coupes d'Europe, sous le nom de Cyprus College puis de European University Cyprus depuis 2010.
La salle du club est l'Eleftheria Stadium.